# Wave (안토니우 카를루스 조빙의 음반)
| 전문가 평가 | 전문가 평가 |
| 평가 점수   | 평가 점수   |
| 출처        | 점수        |
| ----------- | ----------- |
| AllMusic    | [ 1 ]       |

《Wave》는 1967년에 A&M 레코드에서 발매된 브라질의 재즈 음악가 안토니우 카를루스 조빙의 다섯 번째 스튜디오 음반이다. 미국 음악가들과 함께 미국에서 녹음된 이 음반은 빌보드 200 차트에서 114위, 재즈 음반 차트에서 5위로 정점을 찍었다.
《Wave》는 트롬본 연주자 어비 그린과 지미 클리블랜드, 플루트 연주자 제롬 리차드슨, 베이시스트 론 카터를 포함한 엘리트 재즈 뮤지션들의 앙상블을 포함한다. 다작의 재즈 음반 커버 사진작가 피트 터너는 사이키델릭으로 태양을 가린 기린의 커버 사진을 만들었다.

## 곡 목록
모든 곡들은 특별한 언급이 없는 한 안토니우 카를루스 조빙에 의해 작사/작곡하였다.
| #   | 제목                | 재생 시간 |
| --- | ------------------- | --------- |
| 1.  | 〈Wave〉            | 2:56      |
| 2.  | 〈The Red Blouse〉  | 5:09      |
| 3.  | 〈Look to the Sky〉 | 2:20      |
| 4.  | 〈Batidinha〉       | 3:17      |
| 5.  | 〈Triste〉          | 2:09      |
| 6.  | 〈Mojave〉          | 2:27      |
| 7.  | 〈Diálogo〉         | 2:55      |
| 8.  | 〈Lamento〉         | 2:46      |
| 9.  | 〈Antigua〉         | 3:10      |
| 10. | 〈Captain Bacardi〉 | 4:29      |

## 차트
| 차트                    | 순위  |
| ----------------------- | ----- |
| 미국 빌보드 200         | 114위 |
| 미국 재즈 음반 (빌보드) | 5위   |